# قبلي (تونس)
ڨبلي وتكتب قبلي، هي مدينة بالجنوب التونسي تعرف بولاية نفزواوة إبان حكم البايات وما قبلهم. يبلغ عدد سكانها 18693 نسمة (2004) ، وهي مركز بلدية منذ 9 جانفي 1957، وكانت آنذاك تابعة إلى ولاية توزر ثم ألحقت بولاية قابس قبل أن تصبح مقراً لولاية تحمل اسمها منذ عام 1981.

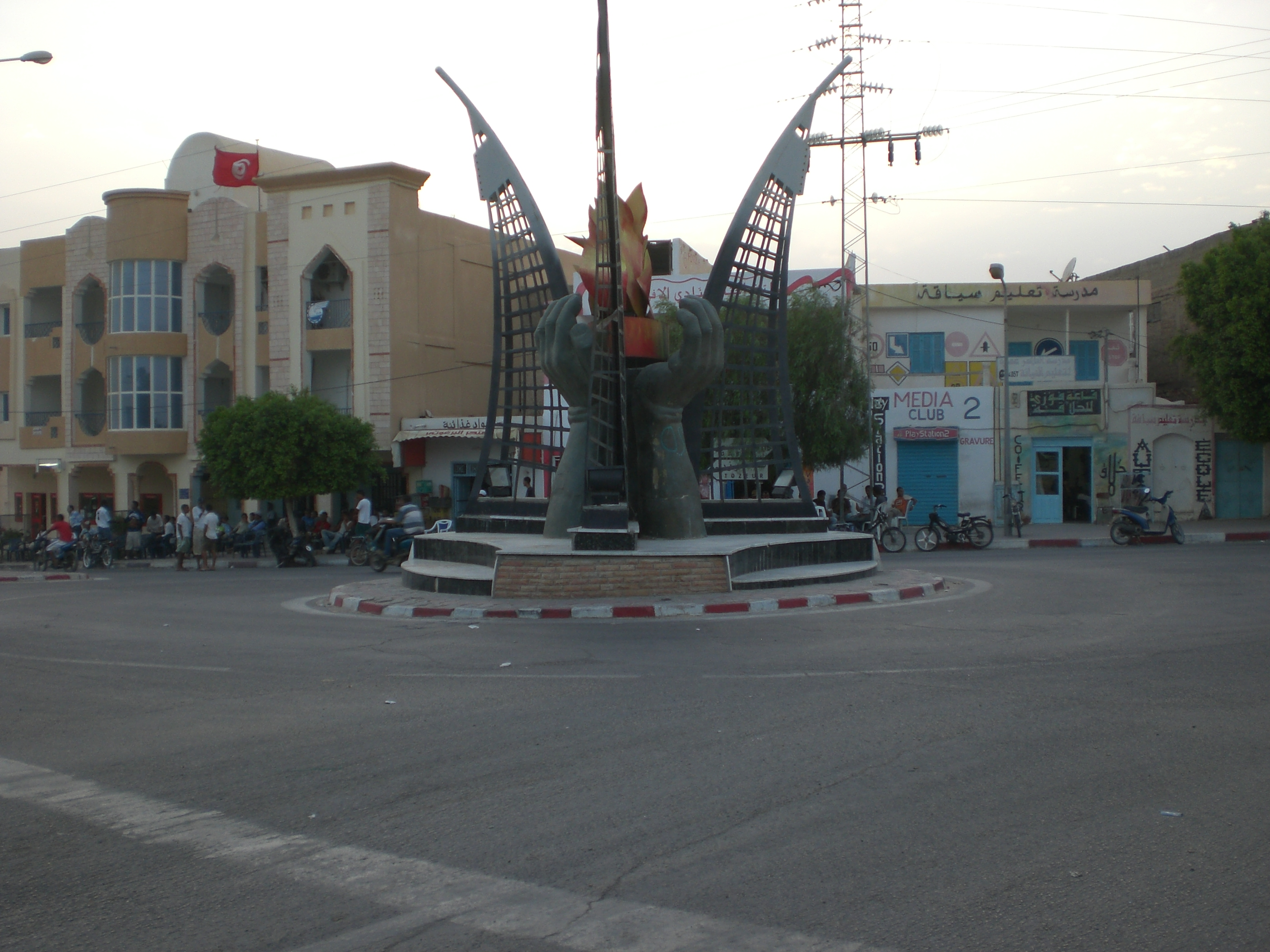
وسط مدينة قبلي

## التاريخ
لم تذكر قبلي في تاريخ العهد القديم والفترة الإسلامية الكلاسيكية، وكانت في المنطقة 4 مدن هي تلمين (على بعد 5 كلم شمالا)، وبشري (على بعد حوالي 25 كلم شمالا). ونفزاوة 3 كلم جنوبا (رأس العين) وطرة (3 كلم شمالا) وفي العهد الروماني كانت بلدة تلمين تقوم بدور كبير في المنطقة ثم فتحها عقبة بن نافع سنة 47 هـ/670م وبنى بها جامعا. ثم بشري في العهد الإسلامي أما قبلي القديمة فقد أسست في القرن السادس عشر ميلادي مع بداية الوجود العثماني، حيث عيّن الأتراك العثمانيون عبد الله بن بوزيد المحمودي الطرابلسي واليا على منطقة نفزاوة فغيّر مقره من مدينة بشري إلى مدينة نفزاوة قرب منطقة رأس العين فوقع بينه وبن أهل هذه المدينة مشادات بسب سلوك إبنه فقتلوه فطلب عبد الله بن بوزيد المدد بجيش جرار ودمّرها وصارت أكبر مذبحة في تاريخ هذه المنطقة فهرب من تبقى من أهلها إلى القرى المجاورة ثم بنوا قرية الكعبي واستقروا بها.
ثم رجع عبد الله بن بوزيد إلى طرابلس وجلب معه الكثير من أهله (المحاميد) وأسس قبلي القديمة واستقر بها وهي كانت مطمور روماني قديم لمدينة تلمين ويتصل بها بزرداب ولم تكن مدينة خلافا لما يدعوه البعض وهذ ما يفسر تساؤلات الكثير من المؤرخين بأن رغم موقع قبلي القديمة الاستراتيجي فهي أحدث قرية في منطقة نفزاوة والجواب هو أنها وضعت على أنقاض مدينة نفزاوة والدليل على صدق هذه الرواية عدم ذكر قبلي في كتب الرحالة الذين زاروا المنطقة وذكروا بشري، تلمين، طرة ونفزاوة
هذا يثبت أن لا وجود لإسم قبلي قبل القرن السادس عشر أي قبل تولية عبد الله بن بوزيد . أما عبارة قبلي نسبة قبلاوي الذي جاء من القبلة أي عبد الله بن بوزيد نفسه لأن جغرافيا طرابلس قبلة نفزاوة. أما مدينة نفزاوة فقد ردم ما تبقى من آثارها تحت الرمال وبني فوقها نزل ، وبذلك انتقلت الإدارة المحلية من بلدة بشري التي كانت عاصمة المنطقة إلى وريثها بلدة قبلي. وبقيت تقوم بهذا الدور القيادي إلى حد الآن.
في العهد الاستعماري، انتبهت السلطات الاستعمارية الفرنسية، لأهمية الموقع شمالي الواحة فأقامت به ثكنة عسكرية وبجوارها سوق سُمي بسوق البياز ثم تطورت لتصبح بلدة جديدة أعطتها اسم قبلي، رغماً أن اسم هذه المطقة معروف وموثق عبر التاريخ وإبان حكم البايات بعمل نفزاوة أي ولاية نفزاوة، ثم جعلت منها منفى للوطنيين التونسيين، حيث نفي إليها الحبيب بورقيبة في 3 سبتمبر 1934 وأعضاء حكومة محمد شنيق في مارس 1952، والقيادات النقابية غداة اغتيال الزعيم فرحات حشاد في نهاية عام 1952 واستمر نفيهم بها ما يقرب من ستة أشهر. وبعد الاستقلال اتخذت مدينة قبلي مركز معتمدية إلى أن ارتقت إلى ولاية بتاريخ 7 سبتمبر 1981.

## الجغرافيا
تقع مدينة قبلي جنوبي السبخة المعروفة بشط الجريد. وتبعد بحوالي 500 كلم عن تونس العاصمة، و 90 كلم عن مدينة توزر و117 كلم غربي مدينة قابس. وفي نفزاوة تحتل قبلي موقعا وسطاً حيث تنطلق منها الطرقات الرئيسية في المنطقة:
- الطريق الجنوبي المتجه نحو دوز وصولا إلى الفوار ورجيم معتوق.
- الطريق الجنوبي الغربي المتجه نحو الجرسين وما يسبقها ويليها من قرى.
- الطريق الشمالي الغربي المتجه نحو مدينة توزر والذي يمر بعدد كبير من قرى نفزاوة.
- الطريق الشرقي المتجه نحو مدينة قابس مرورا ببعض قرى نفزاوة وبمدينة الحامة

## المناخ
في 7 يوليو 1931، شهدت ولاية ومدينة قبلي أعلى درجة حرارة في القارة الإفريقية والتي قدرت ب 55 درجة مئوية، حسب المنظمة العالمية للأرصاد الجوية، وقد سجلت بهذا في موسوعة غينيس للأرقام القياسية.

## الاقتصاد
يرتبط اقتصاد مدينة قبلي ككل مدن الواحات بالفلاحة الواحية، سواء بالنسبة لواحتها هي والتي تعتبر تاريخيا من أكبر واحات المنطقة، أو بالنسبة لواحات القرى والبلدات الأخرى حيث أنها ممر إجباري يصل تلك الواحات بالعالم الخارجي. وفي السبعينات شهدت مدينة قبلي كما هو الحال بالنسبة لكل منطقة نفزاوة هجرة شديدة إلى فرنسا      وليبيا مما أفرز مجتمعا كاملا من المغتربين الذين لا يزالون يعودون للجهة ويشكلون عاملا مهما في تحريك الاقتصاد المحلي لولاية قبلي عموما. كما أن بعث ولاية قبلي في مطلع الثمانينات كان وراء إقامة العديد من الإدارات ونما بالمدينة عدد الموظفين وازداد القطاع الثلث أهمية. إلا أن القطاع الصناعي بقي هزيلا، ولم تتأسس إلا معامل تكييف التمور التي تشغل نسبة هامة من اليد العاملة الموسمية وخاصة من العنصر النسائي.

## أحياؤها
طبقا لإحصاء عام 2004 توجد بمدينة قبلي 4824 مسكنا، وتتوزع تلك المساكن على ثلاثة أحياء كبرى وهي:
- أولاد يعقوب نسبة إلى عروش أولاد يعقوب التي نزلت بها عند تأسيس المدينة في نهاية القرن التاسع عشر. غير أنه لم يكن حكرا عليهم وإنما استقرت به مجموعات أخرى تنحدر من عروش نفزاوية أخرى مثل العذارى والشتاوة.
- جنعورة جنوبا، وتقع على الطريق المؤدي إلى مدينة دوز، انتقل إليها عروش قرية الكعبي  بعد أن ضاقت بسبب النمو السكاني ثم التحقوا بهم عرش الغياليف وعرش الشهبان ثم جاء ليستقر إلى جانبهم آخر من بقي ببلدة قبلي القديمة من سكان.
- النزلة وهو الحي المحاذي للواحة، وقد استقر فيه في البداية أصيلو البلدة القديمة ممن كانوا مرتبطين في حياتهم بالفلاحة.

## السياحة
تحتوي مدينة قبلي على أماكن سياحية وترفيهية، أهمها:
- قبلي القديمة وهي البلدة القديمة، وتحيط بها الواحة من جميع الجهات وتمتد على مساحة 333 هكتارا.[8] وتوجد بهذه البلدة عدة معالم من أهمها الجامع الكبير والبرطال وزاوية سيدي علي بدر الدين والرحبة...
- سوق البياز: هي السوق القديمة للمدينة وتعود إلى نهاية القرن التاسع عشر، وقد حافظت على معمارها القديم بأبوابه الخشبية وسقفه المصنوع من القصب وجدرانه الناصعة البياض.[8]
- 'المنتزهات: كـمنتزه رأس العين الذي يقع على الطريق الرابطة بين مدينتي قبلي ودوز ويمسح قرابة 6 هكتارات، ويعتبر نقطة استقطاب سياحية ومنتزه الفردوس وهو عبارة عن منطقة غابية تقع على الطريق الرابطة بين مدينتي قبلي وقابس ويمسح قرابة 30 هكتارا.[8]
- وبالإضافة إلى ذلك هناك معالم قديمة أخرى من أبرزها جامع البياز، وهو أقدم جامع تأسس بمدينة قبلي، ومدرسة شارع الحبيب بورقيبة التي يعود بناؤها إلى عام 1909 ويحمل معمارها الطابع الأوربي، إلى جانب المبنى القديم للإدارة الاستعمارية حيث كان ينتصب «مكتب الشؤون الأهلية» الذي يشرف إلى إدارة كامل منطقة نفزاوة.

## من أعلامها
- الشيخ البشير بن يعقوب
- الحركة اليوسفية الساسي النوري
- القصاص إبراهيم الأسود بنحمادي
- ممرن كرة القدم المبروك بنحمادي
- الدكتور محمد ضيف الله أستاذ بالجامعة التونسية وباحث.
- الدكتور جمال الدين دراويل أستاذ بالجامعة التونسية ورئيس تحرير مجلة الحياة الثقافية وباحث.

مساعد الرئيس مكلف بالاعلام نواب 2017  محمد بنصوف
- هند صبري: ممثلة عربية شهيرة.
- الإعلامي فهمي البليداوي[9]
- رجل الأعمال المكي زغدود[10]

## معرض للصور

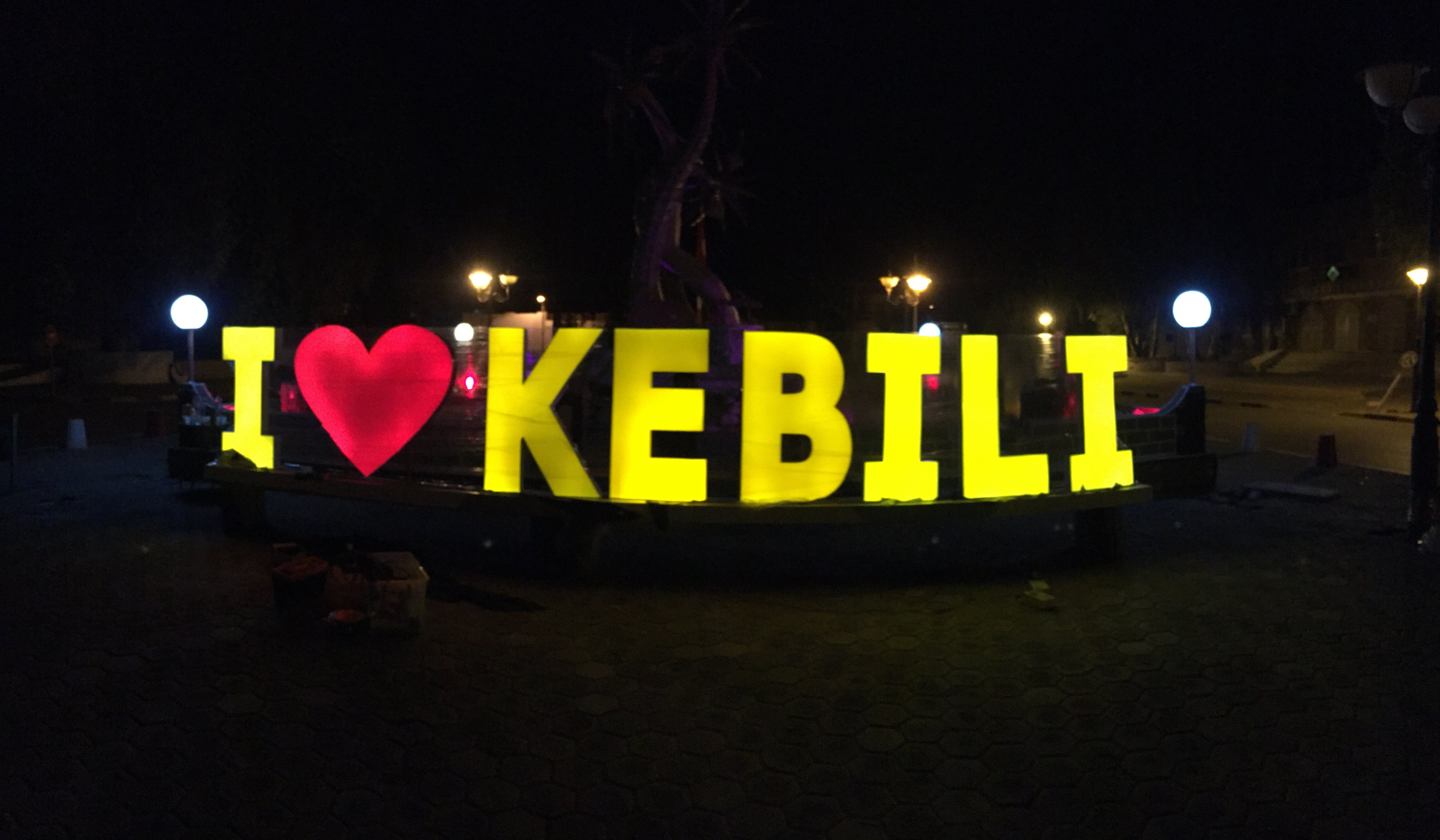
ساحة الاستقلال بقبلي من إنجاز جمعية نفزاوة للعسكريين المتقاعدين بقبلي وبلدية قبلي ورجل الأعمال مكي زغدود
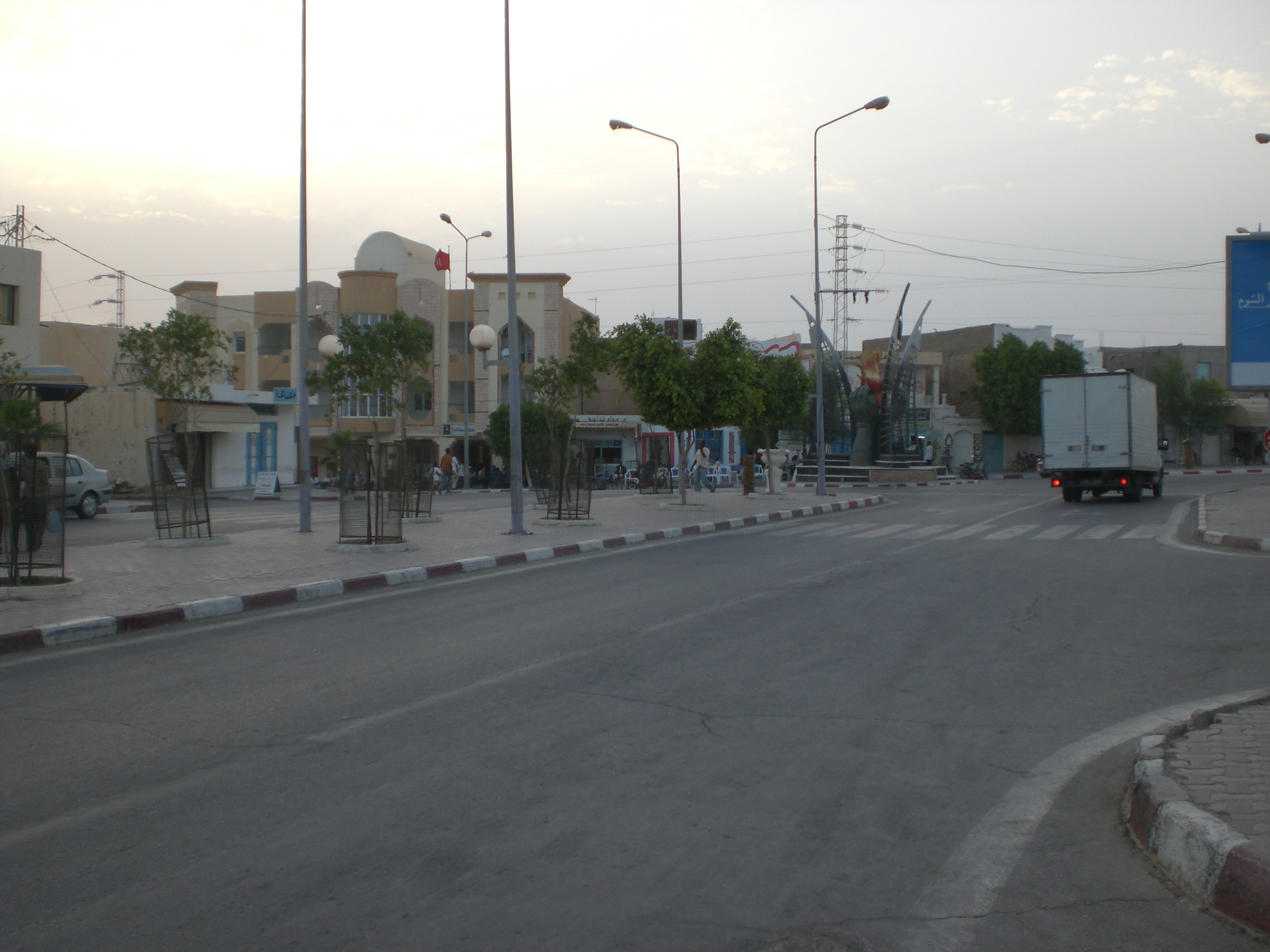
صورة لوسط المدينة
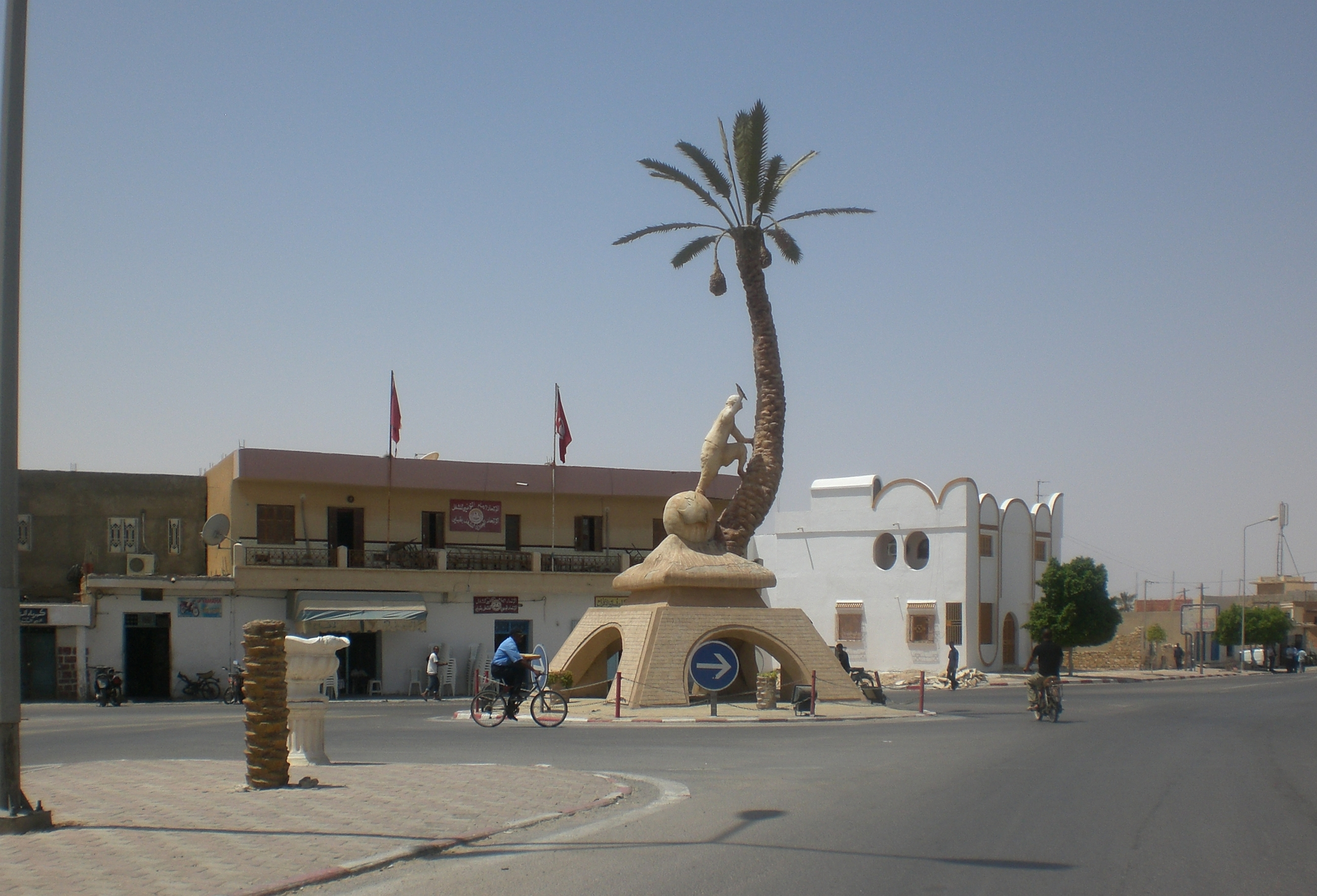
تمثال النخلة بقبلي
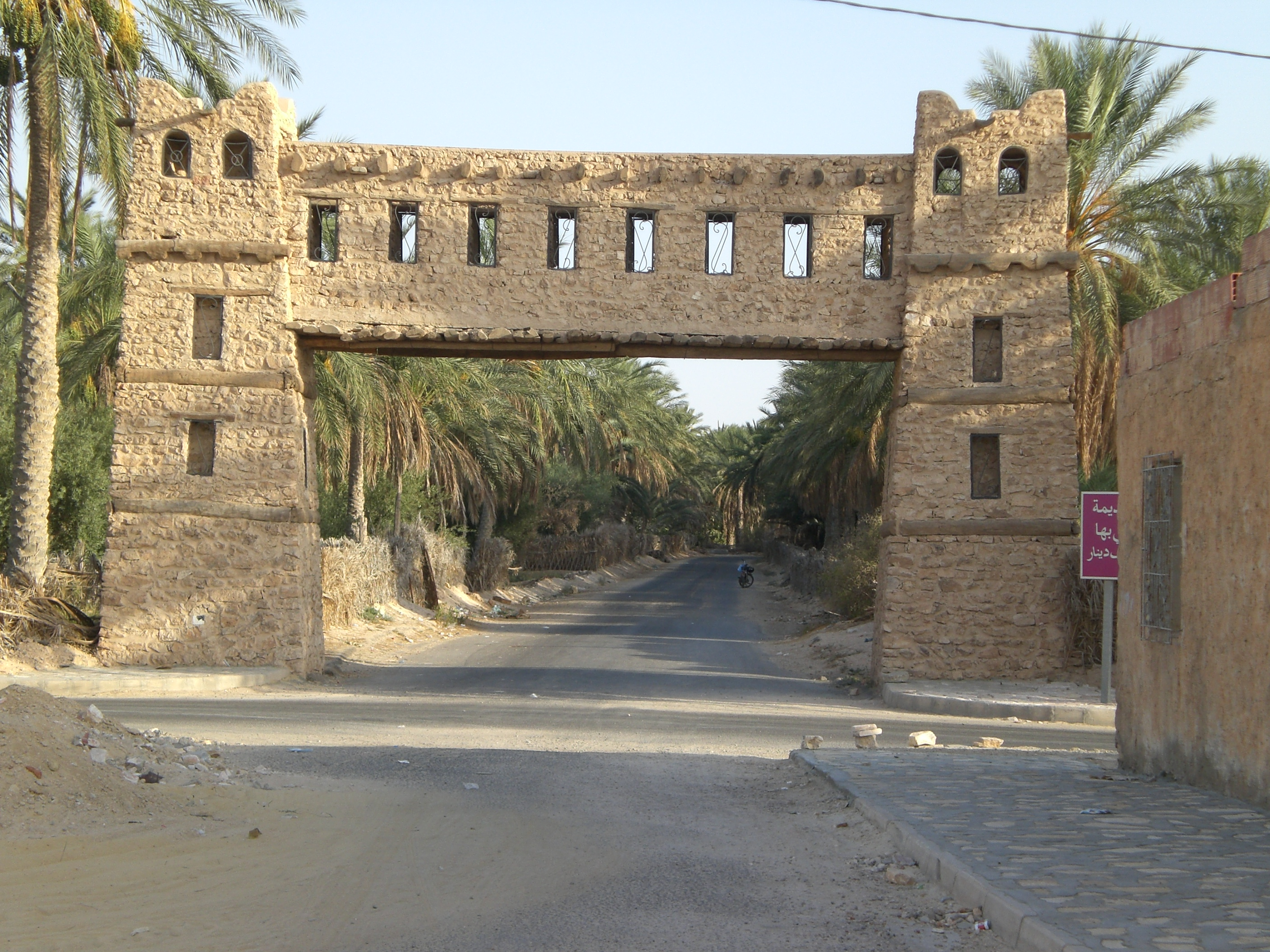
مدخل واحة قبلي على الطريق إلى البلدة القديمة
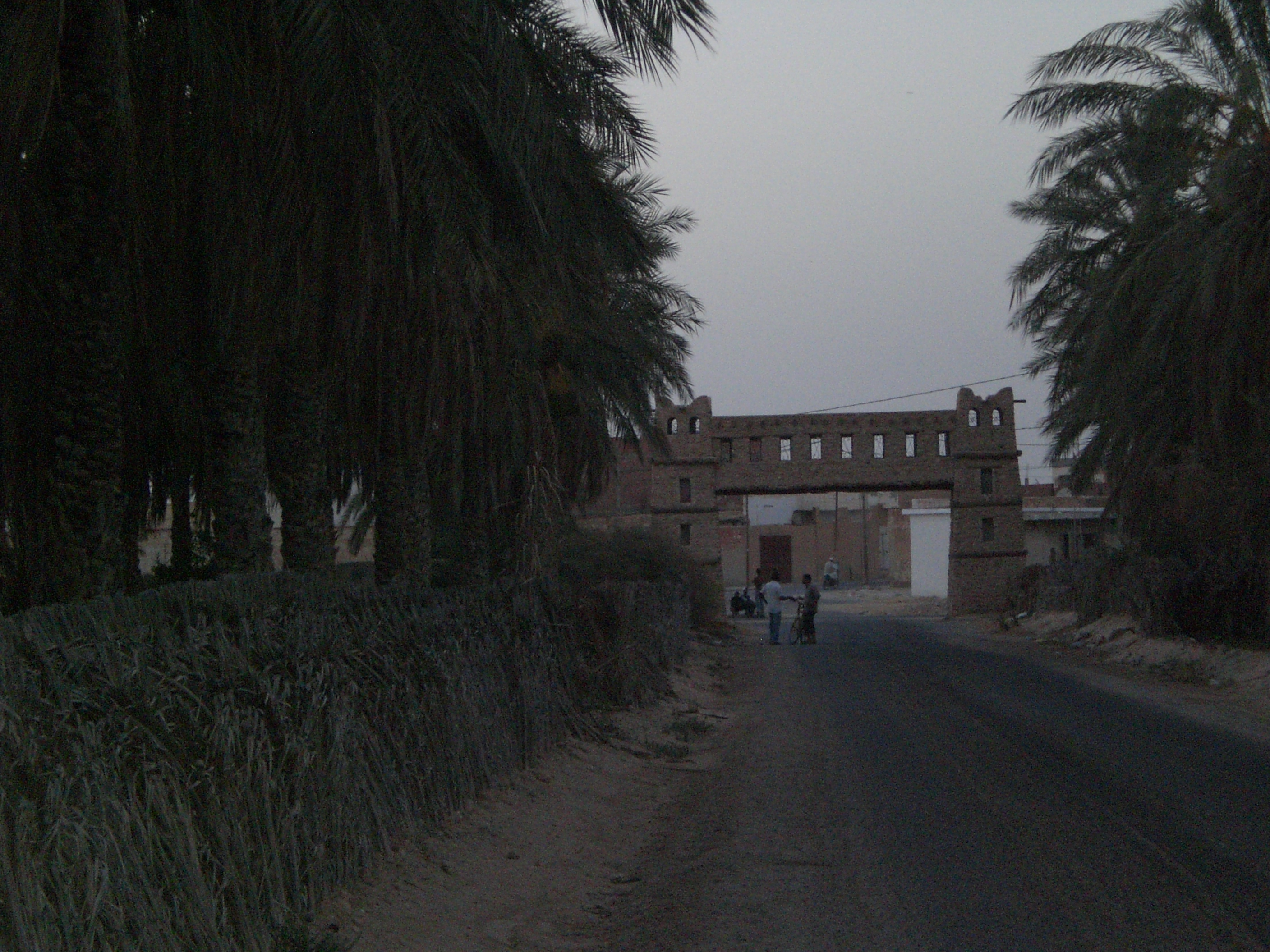
مدخل قبلي من جهة الواحة
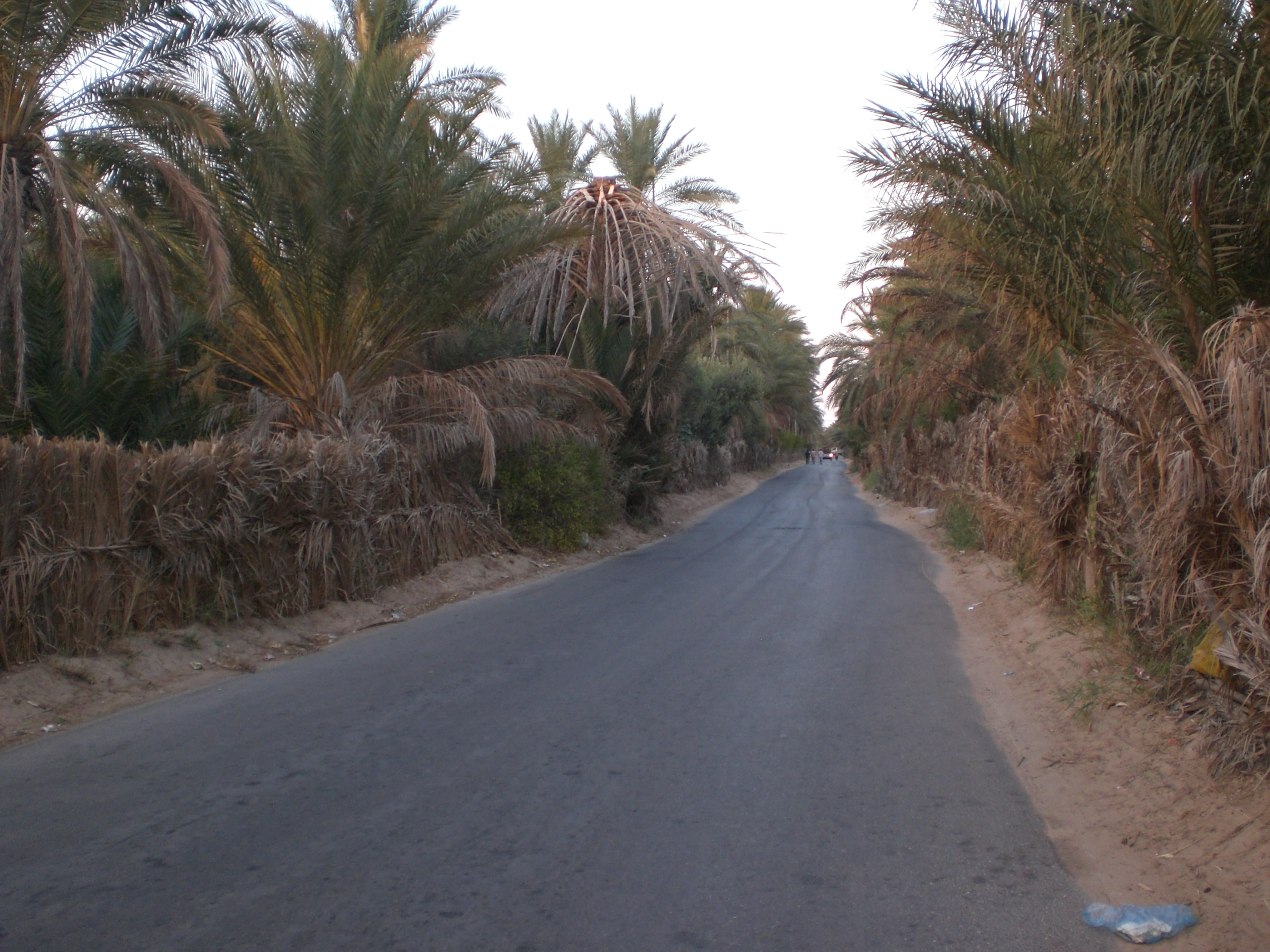
طريق وسط واحة قبلي
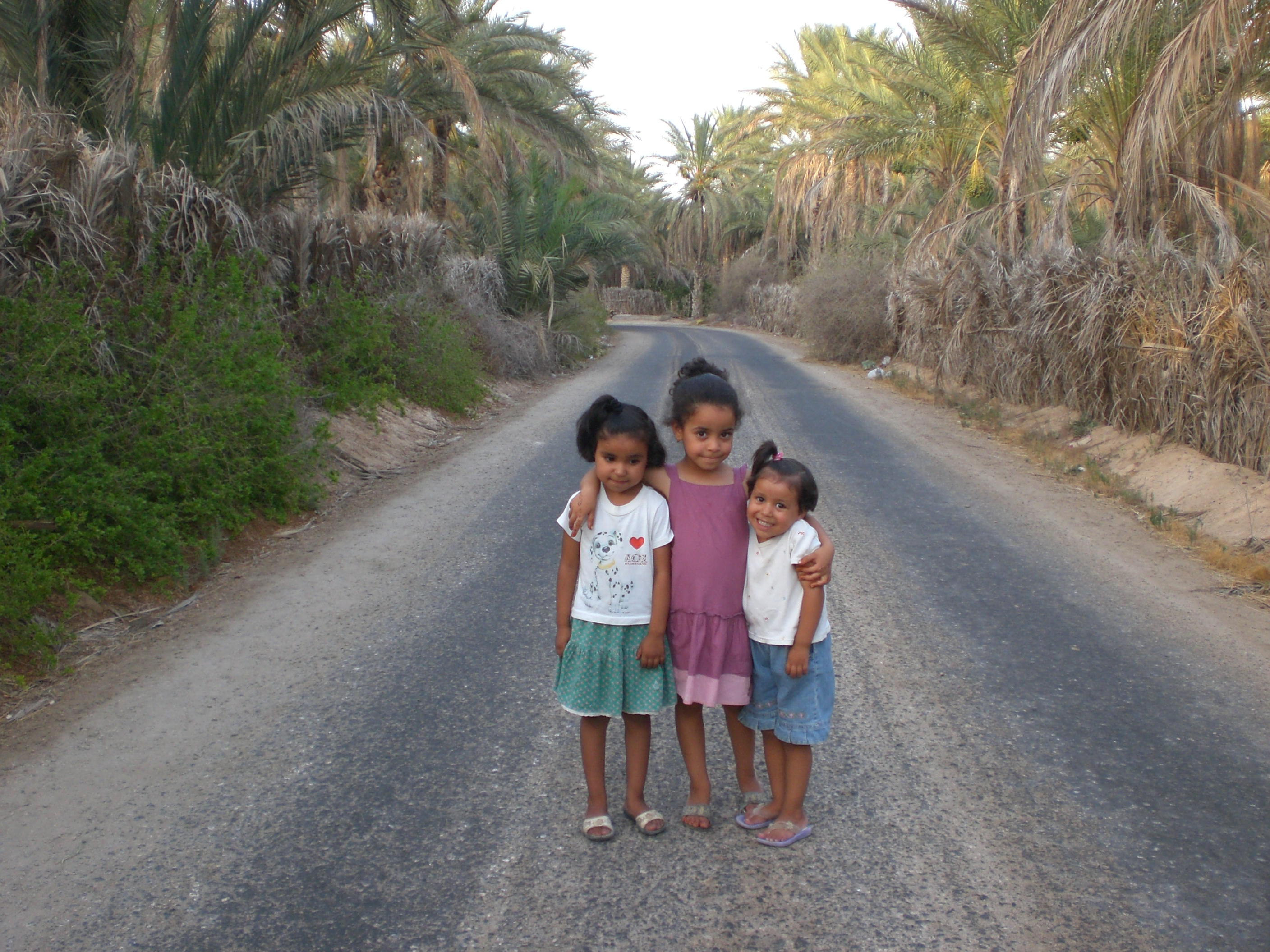
طريق الواحة بقبلي
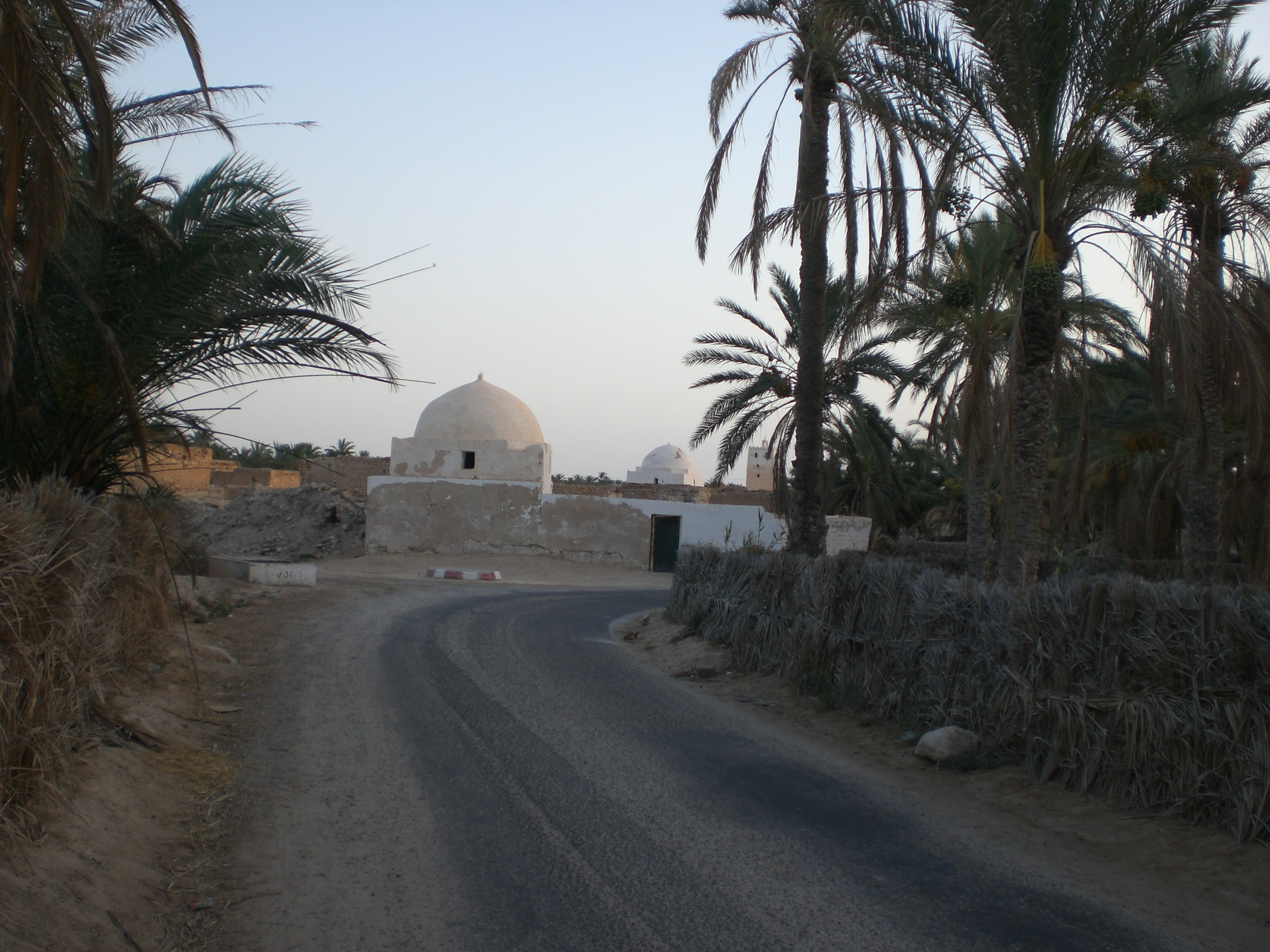
باب البودي: مدخل قرية قبلي القديمة من جهة الشرق

## وصلـة خارجية
- موقع بلدية قبلي
- موقع راديو نفزاوة [11]

## إشارات مرجعة
1. ↑  GeoNames (بالإنجليزية), 2005, QID:Q830106
2. 1 2  المعهد الوطني للإحصاء - تونس: مدن ولاية قبلي نسخة محفوظة 24 سبتمبر 2015 على موقع واي باك مشين. [وصلة مكسورة]
3. ↑  الروض المعطار في خبر الأقطار للحميري ص118
4. ↑  الروض المعطار في خبر الأقطار للحميري ص534
5. 1 2  محمد ضيف الله، نوافذ على تاريخ نفزاوة، تونس 2008، ص 205 ثم ص 92
6. 1 2  قبلي:بوابة الجنوب... تفتح ذراعيها لعشاقها نسخة محفوظة 09 20أغسطس على موقع واي باك مشين.
7. ↑  أعلى درجة حرارة في إفريقيا سجلت في ولاية ومدينة قبلي في 7 يوليو 1931، واندر غراوند، 22 أكتوبر 2010. نسخة محفوظة 23 فبراير 2017 على موقع واي باك مشين.
8. 1 2 3  "قبلّي.. الشّواطئ الملحية والتّمور الممتازة". مؤرشف من الأصل في 2020-03-08.
9. ↑  Maack، Rüdiger (23.09.2016). "Tunisia: Cakes, lambs and the voice of Kebili". Rüdiger Maack. مؤرشف من الأصل في 2019-12-12. اطلع عليه بتاريخ 23.09.2016. {{استشهاد ويب}}: تحقق من التاريخ في: |تاريخ الوصول= و|تاريخ= (مساعدة)
10. ↑  "المكي زغدود – النائب المكي زغدود". www.makizaghdoud.tn. مؤرشف من الأصل في 2020-02-08. اطلع عليه بتاريخ 2020-02-08.
11. ↑  "|Radio Nefzawa". |Radio Nefzawa. مؤرشف من الأصل في 2019-05-22. اطلع عليه بتاريخ 2019-06-06.